# Sanborn, Iowa
Sanborn là một thành phố thuộc quận O'Brien, tiểu bang Iowa, Hoa Kỳ. Năm 2010, dân số của thành phố này là 1404 người.

## Dân số
Dân số qua các năm:
- Năm 2000: 1353 người.
- Năm 2010: 1404 người.